# Personaggi di Lilo & Stitch

I protagonisti della saga, in Leroy & Stitch

I seguenti sono personaggi immaginari del franchise di Lilo & Stitch.

## Protagonisti

### Stitch (626)
Stitch è un esperimento genetico alieno (il 626°) creato da Jumba Jookiba, programmato per provocare distruzione e caos. È una creatura geneticamente modificata intermedia tra un koala e un cane con la pelliccia blu. Nonostante sia molto piccolo (è alto meno di un metro), ha forza e agilità sovrumane, una parziale invulnerabilità fisica, artigli robusti, la capacità di vedere al buio e una capacità di apprendimento straordinariamente avanzata, e la sua unica debolezza è che il suo corpo è troppo pesante per poter galleggiare nell'acqua. Inizialmente è aggressivo, irascibile e dispettoso, ma diventa molto più educato, dolce, affettuoso e consapevole di sé dopo aver conosciuto Lilo e Nani Pelekai, che lo hanno adottato e con cui impara gradualmente il significato della parola "ohana". Da allora abita sulla Terra come cittadino. Nonostante la sua intelligenza, spesso manifesta comportamenti infantili.
Stitch è doppiato in inglese da Chris Sanders, e in italiano da Bob van der Houven, il quale ha doppiato il personaggio anche nei doppiaggi fiammingo, olandese e tedesco.

### Lilo Pelekai
Lilo Pelekai è la protagonista femminile e umana del franchise. È una bambina nativa hawaiana orfana di entrambi i genitori,  che vive sull'isola di Kauaʻi con la sorella maggiore Nani. Lilo ha la pelle abbronzata, gli occhi a mandorla castani e i capelli neri e lisci che le arrivano a metà schiena. Indossa spesso un muʻumuʻu rosso con foglie bianche e sandali blu, ma anche altri abiti adatti al clima estivo, compresi i tradizionali costumi da hula e un costume da bagno intero a strisce arancioni. Nel primo film ha circa 5-6 anni. Lilo ha una personalità vivace, determinata ed eccentrica, oltre ad avere credenze false (crede che il suo pesce rosso controlli il tempo) e fantasie macabre (immagina che un insetto abbia deposto le uova nella sua bambola e fa dei "riti voodoo" con cui distrugge dei cucchiai che rappresentano Mertle e le sue compagne) che le causano difficoltà nel comunicare con i suoi coetanei. Allo stesso tempo, è anche gentile, amorevole e fantasiosa, e continua a sostenere lo spirito dell'amata ohana dei suoi genitori. Oltre a frequentare una scuola di hula, è una grande ammiratrice di Elvis Presley e un'abile nuotatrice, e i suoi hobby includono il cinema di fantascienza e scattare foto di turisti. La sua foto più importante è quella in cui compaiono i suoi genitori. I suoi genitori morirono in un incidente stradale, durante una notte piovosa, qualche tempo prima degli eventi del primo film, nel quale adotta Stitch per poi venir rapita da Gantu dopo una serie di disastrosi eventi. Viene alla fine salvata da Stitch e la Presidentessa del Consiglio delle galassie unite accetta di far tenere Stitch alla bambina. Lilo compare in tutti i film e nella serie animata.
Nell'anime Stitch!, l'alieno la lascia perché la bambina è cresciuta, andata al college, e avuto una figlia di nome Ani (che assomiglia molto alla madre di lei quando era piccola). Quando va a trovare Stitch in Giappone, gli promette di andare spesso a fargli visita.
Lilo è doppiata in originale da Daveigh Chase (nel primo, terzo e quarto film), Dakota Fanning (nel secondo film) e Gwendoline Yeo (in Stitch!), e in italiano da Lilian Caputo. Nel film remake live-action è interpretata da Maia Kealoha e doppiata in italiano da Luna Tosti.

### Nani Pelekai
Deuteragonista umana del franchise, Nani è la sorella maggiore e unica tutrice legale di Lilo dalla morte dei genitori.
Attraverso la sorellina e la perdita dei genitori, Nani assume il ruolo di capofamiglia e diventa una figura materna che spesso prende decisioni basate sul miglior interesse per Lilo, accettando un lavoro a tempo pieno, il quale però la costringe a non passare tanto tempo con la sorellina e il fidanzato, David. La sua età non è confermata, ma l'essere tutrice legale della sorella suggerisce che abbia almeno 18 anni ai tempi del primo film. Nani ama Lilo più di ogni altra cosa ed è protettiva nei suoi confronti, sebbene non sempre la capisce. Nani è solitamente gentile, matura, responsabile, premurosa e ragionevole, ma il continuo stress a cui è sottoposta la porta ad essere un po' irritabile, e spesso deve affrontare e riordinare le varie crisi che coinvolgono lei, Lilo, Stitch, Jumba e Pleakley. La sua vita frenetica a volte le rende difficile mantenere una relazione duratura con David, suo amico e interesse amoroso. Ha una collezione di premi e medaglie di surf in casa nel primo film, suggerendo che è un'eccellente surfista. Nani eccelle in chimica e matematica, nonostante sia una pessima cuoca.
Nani è doppiata in originale da Tia Carrere e in italiano da Maura Cenciarelli. Nel film remake live-action è interpretata da Sydney Elizabeth Agudong e doppiata in italiano da Chiara Fabiano.

### Jumba Jookiba
Il dottor Jumba Jookiba, proveniente dal pianeta Kweltekwan, è un alieno obeso simile ad un ippopotamo con la pelle viola, quattro occhi gialli e una testa ovale enorme perlopiù calva con tre capelli neri (nella serie TV si scopre che un tempo sfoggiava una fluente capigliatura, ma quando creò l'Esperimento 177, conosciuto come Forbici, questo glieli tagliò completamente). Parla con un accento vagamente russo sia nell'originale statunitense di David Ogden Stiers che nel doppiaggio italiano di Paolo Lombardi. 
Creatore di Stitch e dei suoi "cugini", Jumba è uno scienziato pazzo (ma preferisce essere chiamato "genio di male") specializzato in ingegneria genetica. Stitch, il personaggio principale della serie, è infatti l'esperimento 626 di Jumba. Nonostante le sue ostentazioni di malvagità, Jumba è in realtà sorprendentemente socievole e amichevole al di fuori del suo lavoro, sia nei film che nelle serie animate. Prova disprezzo verso la sua ex moglie e Mertle Edmonds (la rivale di Lilo).
Ha una mente geniale a pieno titolo e una prodigiosa memoria (si ricorda tutti gli esperimenti che ha creato). La sua inclinazione a creare numerosi esperimenti e macchinari distruttivi e complessi è quasi senza rivali e la creazione di Stitch è la prova del suo genio. Jumba ha anche una forza e una durevolezza sovrumane, come si vede nel film Lilo & Stitch, dove è in grado di combattere Stitch uno contro uno abbastanza bene (un'impresa che invece il gigantesco Capitano Gantu non è in grado di fare), resistendo quando viene ripetutamente colpito da vari oggetti pesanti da Stitch (compreso un maggiolino Volkswagen) e sopravvivendo al centro di un'esplosione di plasma che distrugge la casa di Lilo.
All'inizio del primo film, Jumba viene imprigionato dalla Federazione delle Galassie Unite per aver effettuato esperimenti genetici illegali. Infatti, ha dato vita a una creatura aliena conosciuta come l'Esperimento 626, il cui istinto è quello di "distruggere tutto quello che tocca". La creatura viene condannata all'esilio su un asteroide remoto, ma riesce a fuggire sulla Terra.
Jumba, in quanto creatore di 626, è l'unico in grado di poterlo catturare, per cui gli viene promessa la libertà in cambio del suo successo. Nella sua missione sulla Terra, allo scienziato viene affiancato l'agente federale Pleakley, profondo conoscitore del pianeta. Jumba è convinto da Pleakley ad agire senza destare sospetti, ma nonostante questo i due alieni non riescono a mettere le mani sul pericoloso 626, che nel frattempo è entrato a far parte della famiglia della piccola Lilo passando per un cane. Licenziato insieme a Pleakley dalla Federazione, per la loro incompetenza Jumba furibondo decide di fare a modo suo e passa all'attacco distruggendo la casa di Lilo ignorando allo stesso tempo le proteste di Pleakley che tenta vanamente di placare la situazione, per poi allearsi con Stitch dopo che la bambina (a cui Stitch si è molto affezionato) viene catturata da Gantu, inviato sulla Terra per rimpiazzare Jumba e Pleakley. Dopo il salvataggio, Jumba diventerà amico di Lilo ed entrerà a far parte della sua ohana.
Il dottor Jumba Jookiba è riapparso stavolta come antagonista principale nel film remake live-action Lilo & Stitch. Come la sua controparte animata, è un autoproclamato genio del male, unico responsabile della creazione dell'Esperimento 626 (meglio conosciuto come Stitch) e degli altri 625 esperimenti genetici immorali, contorti e illegali, che potrebbero coinvolgere campioni biologici provenienti da altri pianeti. Purtroppo, viene descritto come uno scienziato alieno molto più vile, egoista, malvagio, crudele e senza cuore della sua controparte originale, totalmente privo delle sue qualità redentrici (in cui sostituisce il posto del capitano Gantu). Alla fine della storia cinematografica viene sconfitto da Lilo e Stitch, e nuovamente arrestato dall'Alleanza Galattica.
Il personaggio è doppiato in originale da David Ogden Stiers e Jess Winfield, e in italiano da Paolo Lombardi e Riccardo Rovatti. Nel film remake live-action è interpretato da Zach Galifianakis e doppiato in italiano da Roberto Stocchi.

### Pleakley
Wendy Pleakley è un alieno di colore giallo ocra con tre gambe, un'antenna e un occhio solo, proveniente dal pianeta "Plorgonar". Si presenta inizialmente come uno "studioso della Terra", affascinato dal pianeta e dalle sue meraviglie e all'inizio del primo film viene incaricato dalla Presidentessa del Consiglio di andare a recuperare Stitch insieme a Jumba, ma avendo fallito viene licenziato dalla Federazione Galattica insieme a Jumba per la loro incompetenza. Questo fa arrabbiare Jumba che decide di agire a modo suo seppur Pleakley tenti vanamente di fargli cambiare idea. Dopo che Jumba finisce per distruggere la casa di Lilo i due riescono a catturare Stitch e Pleakley chiama il comando galattico per consegnare Stitch e farsi reintegrare nella Federazione Galattica ma viene convinto a salvare Lilo da Gantu. Dopo la sconfitta di Gantu e dopo che a Stitch viene permesso di restare sulla Terra con Lilo, Pleakley decide di rimanere sulla Terra insieme a Jumba per poi entrare a far parte dell'ohana di Lilo.
Compagno di stanza e migliore amico di Jumba, Pleakley è molto estroverso e bizzarro nei suoi modi di fare e non sopporta gli esperimenti di Jumba, ad eccezione di Mr. Tanfo, il cui odore risulta apprezzabile dallo stesso Pleakley e dai membri della sua razza. Si dimostra effeminato, vestendosi sia in abiti maschili che femminili, spesso indossando una parrucca, e mostra anche interesse in attività come la cucina e il cucito.
Pleakley è doppiato in originale da Kevin McDonald, Ted Biaselli e Lucien Dodge, e in italiano da Mino Caprio e Luca Bottale. Nel film remake live-action è interpretato da Billy Magnussen e doppiato in italiano da Davide Perino.

### David Kawena
David è un amico di Lilo e Nani. Ottimo surfista, lavora come giocoliere e sputafuoco durante il Luau nel locale dove Nani lavorava nel primo film. Ha da sempre una cotta per lei, tuttavia ha grande rispetto per il ruolo di madre sostitutiva che impedisce alla ragazza di frequentarlo seriamente, anzi fa sempre il possibile per aiutarla. Nel finale del film riescono finalmente a mettersi insieme.
Il personaggio è doppiato in originale da Jason Scott Lee e Dee Bradley Baker, e in italiano da Nanni Baldini. Nel film remake live-action è interpretato da Kaipo Dudoit e doppiato in italiano da Cristian Vespe.

### Cobra Bubbles
Cobra Bubbles è un assistente sociale che in passato ha lavorato come agente della CIA. Viene chiamato a casa di Nani per determinare il destino della sua tutela sulla sorella Lilo. Dopo una breve valutazione, durante la quale Lilo interpreta male i segnali delle mani di Nani, Cobra conclude che Nani sta lavorando male. È molto forte, riuscendo ad aprire una porta che Lilo aveva inchiodato. All'apparenza molto duro, è abbastanza comprensivo e paziente con Nani da concederle tre giorni per dimostrare la sua idoneità e trovare un nuovo lavoro dopo essere stata licenziata a causa del comportamento violento di Stitch. Anche il suo primo incontro con Stitch si rivela poco favorevole (dopo averlo visto, Stitch gli lancia prontamente un libro in testa), chiedendo a Lilo di educarlo e civilizzarlo.
Avverte Nani che la sorella Lilo sarà tenuta in buone mani, dopo aver visto gli innumerevoli incidenti e disavventure in casa e fuori, finché un giorno quando Lilo quasi affoga durante una sessione di surf, decide di portarla via  dalla sorella. 
Il mattino dopo Lilo chiama Bubbles dicendogli che degli alieni (Jumba e Pleakley) stanno devastando la sua casa per portarle via il cane: Cobra viene a prenderla subito per portarla via ma Lilo scappa mentre quest'ultimo ha una forte discussione con Nani. 
Alla fine, quando la presidentessa del consiglio arriva sulla Terra, ella si ricorda di Cobra Bubbles come uno degli agenti coinvolti in un incidente a Roswell nel 1973, e quando Stitch viene condannato all'esilio sulla Terra, Cobra Bubbles è incaricato dalla presidentessa di proteggere la famiglia di Lilo, e successivamente ne diventa un caro amico. Menziona di aver salvato la Terra dagli alieni convincendoli che le zanzare erano una specie a rischio di estinzione e che la Terra avrebbe dovuto diventare una riserva naturale.
Nell'anime spin-off Stitch & Ai viene solo menzionato.
Sembra che lavori ancora per il governo in modo quasi clandestino come fanno gli uomini in nero, anche se afferma di essere solo un assistente sociale. Ha anche adottato l'alieno Shush (esperimento 234).
Cobra Bubbles è doppiato in lingua originale da Ving Rhames, Terrence C. Carson e Kevin Michael Richardson, e in italiano da Paolo Buglioni. Nel film remake live-action è interpretato da Courtney B. Vance e doppiato in italiano dallo stesso Paolo Buglioni.

### Presidentessa del Consiglio
La fredda e severa presidente del consiglio dell'Alleanza Galattica che inizialmente ha intenzione di bandire Stitch su un asteroide in totale solitudine, ma cambia idea quando si accorge del cambiamento di quest'ultimo grazie a Lilo e decide di farlo rimanere sulla Terra assieme a lei.
La Presidentessa del Consiglio è doppiata in originale da Zoe Caldwell, Mary Elizabeth McGlynn, Laura Post e Hannah Waddingham, e in italiano da Paola Tedesco e Laura Romano.

### Angel (624)
Angel è un esperimento genetico n°624. È la fidanzata di Stitch. Assomiglia molto al fidanzato solo che Angel è rosa ed ha due antenne. È in grado di far diventare cattivi gli esperimenti che ascoltano il suo canto, ma possono tornare buoni se lei canta la stessa canzone al contrario.

### Sparky (221)
Assomiglia a Stitch, però ha poteri elettrici in grado mandare in corto circuito le apparecchiature elettroniche, è giallo e con 2 antenne. È stato il primo esperimento che Lilo e Stitch hanno attivato e rendento. Ora alimenta un faro abbandonato.

### Yuna Kamihara
Yuna Kamihara è la protagonista femminile dell'anime Stitch!. È una ragazzina amante del karate. Ha gli occhi e i capelli castani, quest'ultimi raccolti in due codini, mentre indossa una maglia rossa con dei fiori gialli. Vive con la nonna Obaa Kamihara.

### Obaa Kamihara
Obaa Kamihara è la nonna di Yuna. È una donna anziana molto saggia, simpatica e allegra. Crede nell'esistenza dello Yōkai.

### Kijimunaa (Juri Stitch)
Kijimunaa è l'esperimento n° 620 del dott. Jumba. Juri Stitch ha sembianze simili a Stitch ma di colore rosso, il suo potere è il controllo del fuoco.

### Ani Pelekai
Ani Pelekai è la figlia di Lilo, molto simile alla madre quando era piccola, ed è apparsa per la prima volta nell'anime Stitch!.

### Sasha
Sasha è una dei migliori amici di Yuna, con la quale è sempre pronta a difendere il loro povero amico Taro dall'arrogante bullo Kenny.

### Taro
Taro è uno dei migliori amici di Yuna. Viene spesso preso in giro e maltrattato dall'arrogante Kenny. Ma Yuna e Sasha sono sempre pronte a difenderlo.

### Wang Ai Ling
Wang Ai Ling è la protagonista femminile dell'anime spin-off Stitch & Ai. Ha gli occhi e i capelli castani, quest'ultimi raccolti in una coda di cavallo, mentre indossa una maglia rosso chiaro e un paio di pantaloni rosso scuro. Vive con la zia Wang Daiyu, la sorella maggiore Jiejie e il cugino Bao. Il suo carattere segue molto quello di Lilo.

### Wang Jiejie
Wang Jiejie è la sorella maggiore di Ai, e segue molto il suo stile a quella di Nani, la sorella maggiore di Lilo.

## Antagonisti

### Dr. Hämsterviel
Il dottor Jacques von Hämsterviel è un personaggio immaginario e antagonista principale della serie.
Hämsterviel appare per la prima volta come antagonista principale nel film d'animazione Disney Provaci ancora Stitch!, inoltre appare sempre come antagonista principale più ricorrente in Leroy & Stitch, nella serie animata Lilo & Stitch e nell'anime Stitch! (nelle prime due stagioni è da antagonista principale, poi nella terza stagione, diviene antagonista secondario). Mentre nell'anime spin-off Stitch & Ai, viene solo menzionato.
È un alieno con le fattezze di un gerbillo bianco, con due occhi rossi privi di pupille, orecchie paragonabili a un coniglio e una coda pelosa. Intorno al collo porta un mantello rosso. Ha collaborato con Jumba Jookiba nella realizzazione dei 626 esperimenti, principalmente per scopi distruttivi e bellici, e il suo obiettivo è quello di impossessarsene per poterli clonare e realizzare un invincibile esercito.
Ci sono due cose che detesta maggiormente: che qualcuno sbagli il suo nome (viene spesso chiamato Hamstervillo invece di Hamsterviel, cosa che lo fa andare su tutte le furie) e che lo si definisca "gerbillo", (animale che effettivamente è), poiché egli stesso afferma invece di essere un criceto.
È probabile che il suo nome sia la fusione di due parole inglesi: Hamster (criceto) e Evil (malvagio, anagrammato in "viel" per rendere il nome tipicamente tedesco).
Il Dr. Hämsterviel è doppiato in originale da Jeff Bennett e Kirk Thornton, e in italiano da Fabrizio Vidale e Lorenzo Scattorin.

### Capitano Gantu
Il capitano Gantu è un personaggio immaginario che appare per la prima volta come antagonista principale nel film Disney Lilo & Stitch.
È un alieno gigantesco e muscoloso, di aspetto simile a una balena antropomorfa, con occhi azzurri senza pupille e gambe a pilastro. Nel primo film è il capitano della Federazione Galattica, secondo in comando della Presidentessa. Severo, militante, politico, pragmatico e iracondo, non è malvagio ma segue gli ordini in modo decisamente spietato e non prova alcuna simpatia per criminali o fuggitivi. Il suo scopo è quello di recuperare Stitch, ma non riesce mai nel raggiungimento del suo obbiettivo. Gantu ricopre il ruolo di antagonista sia nei film che nella serie televisiva, al termine del film Leroy & Stitch diventerà buono. Gantu appare anche nel videogioco Kingdom Hearts Birth by Sleep come boss nel mondo intitolato Spazio profondo; non vuole assolutamente che Stitch scappi dalla navicella spaziale ma alla fine viene sconfitto dai protagonisti.
Gantu appare anche nel film Provaci ancora Stitch!, in cui fa squadra con il perfido Dottor Hamsterviel. In questo film Gantu è l'antagonista secondario e cerca di rubare i restanti 625 esperimenti (i cugini di Stitch) all'intelligentissimo scienziato Jumba (amico dei protagonisti) e poi portarli al perfido dottore che intende clonarli insieme a Stitch. Gantu riesce a catturare il professore insieme a un suo esperimento di nome 625, che ha la particolare abilità di preparare sandwich deliziosi. Successivamente riesce anche a catturare Lilo e Stitch; ma poco dopo riescono a liberarsi grazie all'aiuto di Sparky (l'esperimento 221 e cugino di Stitch) e riescono con successo a far precipitare l'astronave spaziale, con all'interno Gantu e l'esperimento 625, sotto un'enorme cascata, mentre il Dottor Hamsterviel viene catturato e rinchiuso in prigione.
Gantu ritorna, come antagonista secondario, nella serie animata Lilo & Stitch, dove cerca, senza successo, di catturare Stitch e i suoi cugini.
Il capitano Gantu è apparso anche come antagonista principale (e boss finale) nel videogioco Stitch: Esperimento 626.
Compare anche nell'anime Stitch! (nelle prime due stagioni è da antagonista secondario, poi nella terza stagione, diviene antagonista terziario). Qui è molto ossessionato con una soap opera chiamata Red Rose Maiden, e dimostra di essere innamorato della protagonista Principessa Michigo.
Il personaggio viene solo menzionato nell'anime spin-off Stitch & Ai.
Gantu è doppiato in originale da Kevin Michael Richardson, Keith Silverstein e Richard Epcar, e in italiano da Glauco Onorato e Marco Balzarotti.

### Reuben (625)
Reuben è l'esperimento che Lilo non ha mai catturato, prototipo di Stitch dotato degli stessi poteri ma molto più pigro. In compenso prepara ottimi sandwich. Nonostante viva con Gantu (bersaglio delle sue battutacce) non è veramente un cattivo, infatti è molto raro che collabori nella cattura degli esperimenti.
Reuben è doppiato da Rob Paulsen in inglese e da Franco Mannella in italiano.

### Esperimento 627
627 è un esperimento che viene creato da Jumba per umiliare Stitch, che aveva iniziato a comportarsi da presuntuoso. Le sue capacità fisiche ed atletiche sono notevolmente superiori a quelle di 626, infatti possiede i poteri di 20 esperimenti senza i relativi punti deboli. In forma completa mostra sei braccia, due teste e addominali scolpiti. Al contrario dei suoi predecessori, non è in grado di diventare buono (almeno secondo Jumba). Le uniche parole che sembra in grado di pronunciare sono "male" e "cattivo". Suo unico punto debole è l'eccessivo senso dell'umorismo: fosse pure per la gag più banale, può arrivare a ridere fino a perdere i sensi. Compare esclusivamente nell'omonimo episodio della serie animata Lilo & Stitch, venendo poi soltanto menzionato nella puntata di Asso e nel film d'animazione Leroy & Stitch.

### Leroy (629)
Leroy è un personaggio immaginario che arriva per la prima volta come antagonista secondario nel film Disney Leroy & Stitch ed è un esperimento genetico con le stesse abilità di Stitch.
Il personaggio è doppiato in originale da Chris Sanders, e in italiano da Larry Kapust.

### Mertle Edmonds
Mertle Edmonds è l'acerrima nemica-rivale di Lilo, la quale viene continuamente derisa da costei. Inoltre prova molto ribrezzo per Stitch, che viene continuamente etichettato da lei come "uno strano cane deforme". Nel tempo i rapporti tra Mertle, Lilo e Stitch cambiano e anche se lo nasconde possiede un grande senso di gentilezza verso gli animali. Nella serie animata, quando Hamsterviel evade di prigione, Mertle lo incontra e decide di occuparsene; sarà questa sua gentilezza nei confronti di Hamsterviel a farlo redimere, tanto che, quando viene nuovamente arrestato, Mertle chiede di poter tenere con sé il gerbillo ormai diventato buono. Ottenuto il consenso, la bambina diventa la nuova padrona di Hamsterviel.
Mertle è doppiata in originale da Miranda Paige Walls e Liliana Mumy, e in italiano da Giulia Franceschetti. Nel film remake live-action è interpretata da Emery Hookano-Briel e doppiata in italiano da Elisa Pierdominici.

### Elena, Teresa e Yuki
Elena, Teresa e Yuki sono le amiche/seguaci di Mertle e le rivali di Lilo, le quali esclamano sempre in coro "Giààààà!" ad ogni affermazione della stessa Mertle.

### Esperimento 621
L'esperimento 621 è uno dei precedenti cugini di 626 creati da Jumba apparso nel videogioco Stitch: Esperimento 626, è stato creato per raccogliere tracce di DNA e ricerche scientifiche ma ha prodotto scarsi risultati, facendo considerare a Jumba la sua nuova creazione, 626. 621 non mostra particolari poteri ed è estremamente geloso di Stitch, insultandolo durante i vari livelli, dicendogli la frase come "Vediamo ancora una volta: 621 buono, 626 cattivo!". Dopo diversi livelli, 621 ruba alcune parti del DNA raccolto da Stitch per mutare e diventare più forte e potente, ma viene poi sconfitto. Nella sua forma base appare simile a Stitch solo che ha le orecchie abbassate, con pelo azzurro e bianco.

### Delia
Delia è l'antagonista principale nella terza e ultima stagione dell'anime Stitch!, una strega aliena malvagia, padrona del Dr. Hamsterviel (egli la teme moltissimo, per i suoi continui fallimenti) ed è la creatrice del potente e malvagio esperimento alieno Dark End. Alla fine viene sconfitta e arrestata dalla Federazione Intergalattica, insieme ai suoi grandi servitori, Dr. Hämsterviel, Capitano Gantu e Reuben. A differenza degli altri, Delia sbaglia il nome di Hamsterviel, chiamandolo in giapponese Hamu Sama o Hamusta Sama.
Delia è doppiata in originale da Mary Elizabeth McGlynn.

### Zero (000)
Zero è un esperimento malvagio che sembra una versione cyborg di Stitch.

### Dark End
Dark End è un esperimento alieno fatto solo da Delia che è progettato per essere molto più forte e potente di Stitch e dei suoi cugini. Non è tra i cugini di Stitch, perché né Jumba né Hämsterviel lo hanno mai creato. Nell'ultimo episodio dell'anime, diviene come l'ultima potentissima avversaria di Stitch e i suoi cugini.

### Kenny
Kenny è l'arrogante bad boy della scuola, e il rivale di Yuna. Lui ne approfitta per minacciare i più deboli (compreso il povero Taro), facendo arrabbiare Yuna. Egli ha una sorella di nome Penny. Grazie alle sue azioni pensa di sentirsi migliore degli altri, però viene sempre sconfitto da Yuna e Stitch.

### Penny
Penny è la rivale di Yuna e la sorella di Kenny. È molto simile alla rivale di Lilo, Mertle Edmonds.

### Jessica
Jessica è la seconda rivale di Yuna.

### Jaboodies
I Jaboodies sono gli antagonisti principali dell'anime spin-off Stitch & Ai. Sono una fazione di criminali spaziali che rapiscono l'esperimento 626, Stitch, che vogliono usarlo per vincere una guerra spaziale dopo aver violato un database della Federazione Galattica per aver scoperto una "metamorfosi", un programma non rivelata in precedenza. I Jaboodies sono creature alieni simili a rettili bipedi con musi appuntiti e teste crestate. La loro pelle può essere di varie tonalità di giallo, verde e marrone con macchie. Le loro mani hanno quattro dita con artigli all'estremità e grandi piedi divaricati. I loro occhi non hanno iridi o pupille, solo sclere pure.

## Altri personaggi

### Cugini di Stitch

#### Tsu/Palla di Cannone (520)
Tsu, noto anche come la Palla di Cannone, è un esperimento che crea giganteschi tsunami, tuffandosi (per via del suo sedere enorme). Ottimo per creare le onde per i surfisti. Alla fine dell'episodio a lui dedicato crea un gigantesco Tsunami che tramortisce Gantu che a fine puntata si risveglia incolume a San Francisco.

#### Yin (501) e Yang (502)
Yin è un esperimento che produce ed emette lava, mentre Yang assorbe e spara acqua. Unendo le loro abilità, si rivelano capaci di costruire intere isole, sparando lava e raffreddandola con l'acqua, creando roccia lavica.

#### Gigi (007)
Jiji è un esperimento che viene creato da Jumba a perfetta somiglianza di un cane terrestre, nello specifico uno shi-tzu. Adottato da Mertle Edmonds, Lilo e compagnia decideranno di lasciarla alla bambina. Nelle intenzioni originali di Jumba, il suo abbaiare doveva spingere alla follia.

#### Sisma (513)
Sisma è un esperimento che viene creato per generare terremoti, è il primo esperimento della serie a venire catturato da Lilo e Stitch. Durante il suo episodio crea un violento terremoto che rischia di distruggere il pianeta spaccandolo in due. Quando diventa buono aiuta Nani nel suo lavoro.

#### Calci (601)
Calci è un esperimento che viene progettato come massimo esperto di lotta libera, l'unico a poterlo sopraffare è Stitch, che sostanzialmente è la sua versione perfezionata. Per cercare di catturarlo Gantu (esperto in 12 arti marziali) si batte contro di lui, venendo puntualmente sconfitto e riportando una gamba rotta. Quando a fine episodio l'esperimento diventa buono (anche grazie all'aiuto di Kiony che insegna a Lilo come frenare sullo skate) viene assegnato come istruttore di kickboxing a una palestra aiutando molti atleti a migliorarsi e diventando famoso al punto tale che vengono pubblicate delle videocassette con i suoi esercizi (una delle quali viene acquistata da 625 per Gantu).

#### Vaiolo (222)
Vaiolo è un microscopico esperimento che si infiltra come corpo estraneo nell'organismo delle maggiori autorità dei vari pianeti, causandogli le peggiori malattie.

#### Mr. Tanfo (254)
Mr. Tanfo è un piccolo esperimento molto tenero e adorabile quanto puzzolente. Il suo odore è insopportabile per chiunque, tranne che per quelli della razza aliena di Peakley (per loro è un soave profumo che ricorda il "primo appuntamento") infatti è l'unico esperimento che non trova un posto adatto a lui sulla terra, per renderlo utile Lilo e i suoi amici lo mandano tramite un'astronave sul pianeta di Peakley. Stitch è molto geloso di Tanfo perché lo considera più carino e coccoloso di lui fino a farlo maltrattare.

#### Lanciabombe (619)
Questo esperimento, lanciando fuoco, è perfetto per fare compagnia a David quando si esibisce.

#### Bonnie (149) e Clyde (150)
Bonnie e Clyde sono due esperimenti programmati per essere ladri provetti. Alla fine del loro episodio finiscono in prigione, per poi venire liberati nella puntata finale per assaltare l'astronave di Gantu.

#### Bimbo-fa (151)
Bimbo-fa è un esperimento che fa regredire le persone all'infanzia con la polvere rosa emessa dalla sua coda. Anche Nani, a causa di Lilo, che la riteneva troppo severa, viene colpita dalla polvere dell'esperimento, per poi tornare normale grazie alla sorellina, che ha appreso quanto sia difficile fare il genitore. Gantu era riuscito a catturare l'esperimento ma prima di poterlo inviare ad Hämsterviel viene trasformato in un bebé per colpa di 625 che si ritroverà inguaiato dal suo stesso dispetto, non riuscendo a tenere il piccolo Gantu sotto controllo. L'effetto della polvere può essere neutralizzato con una mistura a base di caffè. I suoi poteri sono utilissimi per il canile, in cui fa ringiovanire i cani anziani trasformandoli in cuccioli.

#### Terrore (300)
Terrore è un esperimento che viene creato per trasformarsi in ciò che la sua vittima teme di più al mondo, diventando l'attrazione principale durante Halloween. Quando si attiva arriva a terrorizzare le compagne di Lilo trasformandosi nella bambina che tiene la sua testa sotto il braccio. L'unico modo per sconfiggerlo è sconfiggere la paura stessa. A causa della sua abilità il posto perfetto per lui è una lugubre casa abbandonata cui non si avvicina nessuno.

#### Cortocircuito (297)
Cortocircuito è un esperimento che viene creato per sabotare congegni elettronici e meccanici. Viene poi ingigantito da un congegno ingranditore di Jumba, ed ora è la giostra più popolare del luna park dell'isola.

#### Ferro di Cavallo (113)
Ferro di Cavallo è un esperimento che viene creato per portare sfortuna, lo si può tuttavia trasformare in portafortuna semplicemente posizionando le sue antenne all'insù.

#### Spina (319)
Spina è un esperimento che viene creato per sparare dalla sua coda spine che riducono l'intelletto di chi viene colpito del 99%. Gli effetti della sua abilità scompaiono automaticamente dopo 48 ore. L'unico immune ai suoi poteri è Jumba grazie alla sua genialità che non conosce limiti. È l'unico esperimento che non diventa buono grazie a Lilo ma grazie a Peakley. Il giorno di una gara di intelligenza aiuta Lilo a vincere sulla sua rivale Mertle che grazie a un auricolare bluetooth connessa con la sua amichetta Teresa appariva intelligentissima perché barava facendosi dare tutte le risposte. Arrivata a pareggiare con Lilo e stanca di sbagliare risposta, perde la gara di un punto a causa di una domanda legata all'amicizia (cosa del quale lei non sapeva un bel niente). Una volta diventato buono per evitare di far del male ai suoi cugini con le sue spine viene equipaggiato da Peakley con un'armatura che copre completamente il suo corpo lasciando scoperto solo il viso divenendo così un innocuo abbraccio terapeuta.

#### Remmy (276)
Remmy è un esperimento che viene creato per entrare nelle menti dei nemici trasformando i bei sogni in incubi. Il suo nome deriva dalla fase REM.

#### Skip (089)
Originariamente, Skip viene creato per mandare avanti il tempo di 10 minuti, a causa di un guasto lo manda avanti di 10 anni. Si può tornare al presente schiacciando il tasto di reset sulla sua testa. Durante il suo episodio Lilo si serve del suo potere per andare avanti di vent'anni scoprendo troppo tardi che durante la sua assenza Gantu ha avuto campo libero per catturare tutti gli esperimenti e Hämsterviel non solo è riuscito a prendere il controllo della federazione galattica ma è riuscito ad assogettare al suo volere anche la terra, e Nani è costretta a lavorare presso di lui per pagare i debiti di Lilo.

#### Preistorico (210)
Preistorico è un esperimento che viene creato per portare cose, persone e animali a uno stadio primitivo con la sua lunga lingua. Per annullare ogni effetto della sua abilità è sufficiente avvolgere il bersaglio con la lingua dell'esperimento e sculacciare quest'ultimo per tre volte.

#### Woops (600)
Woops è il progetto originale, secondo Jumba, voleva "un esperimento indistruttibile capace di tutto", ma per colpa di un corto circuito durante la sua creazione, ne uscì fuori "un incapace che distrugge tutto", semplicemente inciampando. Per colpa sua Hamsterviel rischia di essere scoperto dalla sicurezza della prigione e per evitare di correre ulteriori rischi rimanda a Gantu tutti gli esperimenti che teneva rinchiusi in cella.

#### Asso (262)
Secondo 625 doveva essere progettato per portare male e sciagure ovunque, ma Jumba sbagliò la formula per la cattiveria, rendendo così Asso l'unico esperimento completamente buono.

#### Wishy-Washy (267)
Wishy-Washy è un esperimento che realizza qualunque desiderio, prendendo alla lettera le richieste. Jumba racconta di aver desiderato di "mettere in riga l'universo" (in originale: To be the ruler of the universe, essere il dominatore dell'universo) e aver ottenuto, come risultato, l'universo organizzato a forma di righello ("ruler" infatti può significare sia "dominatore" che "righello").

#### Esperimento 607
L'esperimento 607 è una creazione dalle parole di Jumba lo descrivono come l'essere più orrendo dell'universo e capace di alterare il tessuto spazio-temporale fino a far collassare l'intero creato. Non appare mai, ma Rufus, la talpa senza pelo, ne è un sosia perfetto. Nei titoli di coda di Leroy & Stitch si scopre che il vero nome che gli è stato affibbiato è "Launch".

#### Colla (251)
Colla è un esperimento che costringe le persone in disaccordo tra loro a rimanere unite tramite colla virtualmente indissolubile, salvo scoprire che il fango terrestre può neutralizzarla.

#### Pigro (285)
Pigro è un esperimento che crea minuscele bonbe che lancia dalle antene

#### Lindoepinto (010)
Lindoepinto è un esperimento che viene programmato per eliminare qualunque germe dalle case, arrivando anche a considerare tali gli stessi inquilini e eliminarli. Non si sa come ma era già in possesso di Hamsterviel, che lo ha rispedito a Gantu affermando che gli rendeva la vita impossibile. Non sapendo cosa farsene Gantu lo butta fuori dall'astronave, così l'esperimento incontra per caso Lilo e Stitch. A casa di Lilo non tarda a manifestare la sua ossessione per la pulizia, (in quanto la casa è sommersa dallo sporco) ma, ben presto mostra il suo istinto killer, cercando di aspirare gli inquilini. Dopo una breve battaglia viene catturato e Jumba riesce non si sa come ad invertirne la polarità, rendendolo innocuo per gli inquilini, ma terribile per le case pulite, in quanto adesso non aspira più la sporcizia ma la espelle. Per evitare altri guai, Lilo e Stitch lo spediscono da Gantu il quale è del tutto ignaro dei nuovi poteri dell'esperimento e invece di ottenere un'astronave splendente, ottiene l'aumento della sporcizia e del disordine precedentemente causati dall'ossessione di 625/Ruben per i sandwich. Il suo nome nella versione originale, Felix, è un riferimento all'omonimo personaggio de La strana coppia.

#### Bugby (128)
Bugby è un esperimento che tramuta le persone in insetti, dopo essere stato riprogrammato da Jumba aiuta un contadino trasformando sassi in insetti. A causa di un buco nella trama non si sa come e quando sia stato catturato da Gantu e inviato ad Hämsterviel. Dopo che Woops rischia di far scoprire il diabolico roditore viene inviato insieme ad altri 17 esperimenti a Gantu, che lo tiene rinchiuso sulla sua astronave. Viene poi liberato da Lilo insieme agli altri 16 esperimenti (Ficcanaso era riuscito a fuggire e ad informare Lilo) nell'episodio dedicato all'esperimento.

#### Formolomeo (316)
Formolomeo è un esperimento che modifica l'aspetto degli esseri viventi basandosi su immagini precedentemente memorizzate (fotografie, ad esempio). Va matto per le cosce di pollo. Il suo nome gli viene dato da Spud, uno degli amici di Jake Long.

#### Spirale (383)
Spirale è un esperimento che ipnotizza le persone tramite contatto visivo, rendendole influenzabili al primo ordine che sentono. Jumba lo definisce "divertente alle feste".

#### Carro (586)
Carro è un esperimento capace di aumentare la sua massa ingurgitando metallo. Diventa talmente enorme da riuscire a sopraffare la forza di Stitch. Per salvare il suo amico Lilo scende a patti con Gantu.

#### Pazzerello (133)
Pazzerello è un esperimento che viene progettato per architettare scherzi arzigogolati ai danni della gente. Per annichilirlo è sufficiente ritorcergli contro i suoi brutti tiri.

#### Nanna (360)
Nanna è un esperimento simile a una pecora, addormenta le persona con un verso simile a un belato. Niente può svegliare il bersaglio, se non dell'acqua versata in testa. Stitch cerca di usarlo per far addormentare Lilo che ultimamente non riusciva più a dormire a causa della sua missione.

#### Spats (397)
Spats è un esperimento che viene progettato per spingere al conflitto due persone tra di loro, tramite il doppio raggio che emette dalla coda biforcuta. Per annullarne l'abilità è sufficiente contare fino a 10. Gantu influenzato dalla sua abilità sfida un membro della famiglia Proud, ovvero Sugar Mamma che però lo mette al tappeto senza troppo sforzo. Utile per rendere più convincenti gli incontri di wrestling, secondo Lilo.

#### Scioglitore (227)
Scioglitore è un esperimento in grado di sparare proiettili di acido.

#### Fuoricampo (608)
Fuoricampo è un esperimento che viene creato per respingere il fuoco nemico, sulla Terra si ricicla come battitore di baseball.

#### SNAFU (120)
SNAFU è un esperimento che viene progettato per sabotare e ostacolare le strategie altrui, è stato attivato per errore da Pleakley ed è la causa dell'apparente fallimento del piano di Lilo per liberare gli altri esperimenti, ma per errore rimane imprigionato in una delle trappole dell'astronave di Gantu, ma viene liberato insieme a tutti gli altri esperimenti da Stitch e Angel. Per vendicarsi di Gantu gli fa cadere addosso un contenitore e poi chiama Hamsterviel che sgrida Gantu dandogli il colpo di grazia a livello emotivo.

#### Belle (248)
Belle è un esperimento che viene progettato per terrorizzare le persone con i suoi urli. Diventa un'ottima sveglia per Nani.

#### Squillo (110)
Squillo è un esperimento che viene creato per tormentare la gente con la sua parlata interminabile. È ispirato, per potere e aspetto, al personaggio delle Merrie Melodies Sniffles.

#### Fantasmo (375)
Fantasmo è un esperimento che viene creato per entrare negli oggetti inanimati e creare scompiglio. Si è impossessato di Scrump, la bambola di Lilo, e ha incastrato Stitch per i disastri che ha fatto finché la bambina non ha beccato la sua bambola, che poi l'ha attaccata. Diventa l'animatore di un animatronic per gli spettacoli.

#### Amnesio (303)
Amnesio è un esperimento che viene creato per cancellare la memoria di chiunque vengo colpito negli occhi dal suo raggio, l'unica cosa che annulla l'effetto è una parola in codice. Questo esperimenti ipnotizza sia Lilo che Gantu, e fa credere a quest'ultimo di essere un re, ma l'illusione svanisce quando Lilo pronuncia la parola magica: Aloha.

#### Bugia (032)
Bugia è un esperimento che viene creato per identificare le bugie. Quando qualcuno mente il simbolo sulla testa si illumina e dalla bocca emette un suono.

#### Houdini (604)
Houdini è un esperimento che viene creato per rendere le cose invisibili semplicemente sbattendo le palpebre. Da buono diventa un abilissimo mago che diverte gli abitanti dell'isola con la sua abilità.

#### HunkaHunka (323)
HunkaHunka è un esperimento che viene creato per far innamorare, chiunque sia punto dal suo becco, della prima persona su cui posa lo sguardo. Per annullare l'effetto del finto amore basta una spruzzata d'acqua.

#### Ciambellano (029)
Ciambellano è un esperimento che viene creato per rendere chiunque lo indossi come una corona un sovrano, soggiogando tutte le persone che posano lo sguardo su di esso. Stitch e gli altri esperimenti sono immuni a tale potere.

#### Esperimento 119
L'esperimento 119 è diverso da tutti gli altri esperimenti, non ha un aspetto simile a un essere vivente, si tratta di una massa di cioccolato liquido privo di arti per camminare (infatti si sposta strisciando). Il suo baccello era caduto nel panificio che 625 visitava spesso per comprare il necessario per i suoi sandwich e quando questi lo trova non esita a mostrarlo a Gantu che però legge il numero sottosopra scambiandolo per l'esperimento 611. Il suo potere viene mostrato alla fine dell'episodio dedicato a 604 mentre il suo aspetto compare solo nell'episodio di Snafu.

#### Ficcanaso (199)
Ficcanaso è un esperimento che viene ideato per curiosare nei fatti altrui questo esperimento è in assoluto il re dei pettegolezzi a causa del fatto che quando scopre qualcosa di imbarazzante circa qualcun altro non esita nemmeno un momento a raccontarla alla prima persona che incontra. Nell'episodio a lui dedicato Nani sta sostenendo un colloquio di lavoro con il padre di Kiony, per poter lavorare nel suo capanno, ma per accertarsi che la candidata abbia le carte in regola questi decide di pranzare a casa sua. Tutto sembra andare bene almeno fino a quando Ficcanaso non inizia a spettegolare i segreti della famiglia Pelekai. Per liberarsi di lui Lilo lo affida a Stitch che lo regala volentieri a Gantu, che spera di ottenere da lui informazioni utili al suo lavoro, quando però intuisce che l'esperimento non ha informazioni utili per lui lo invia ad Hamsterviel a cui rivela i soprannomi che Gantu e 625 alle volte inventano in segreto, e riesce a sottrargli l'agendina con i suoi segreti più intimi tra cui il suo vero nome: Rupert.

#### Germoglio (509)
Germoglio è un esperimento dall'aspetto simile a un fiore questo esperimento è in realtà una feroce pianta carnivora con la capacità di rigenerare all'infinito e in brevissimo tempo le sue radici. Tra tutti gli esperimenti è l'unico che non diventa buono nella serie perché incapace di fare amicizia. Lilo lo trova per caso all'ufficio postale, e lo porta a Jumba che però è assolutamente contrario alla sua attivazione e così lo chiude in un cassetto. Inizialmente l'esperimento resta un baccello ma quando Mertle sfida Lilo a mostrare l'orchidea più bella al prezzo di non mettere piede alla spiaggia di Mali Puli per una settimana, Lilo per mostrare un fiore attiva l'esperimento e lo nutre con il superfertilizzante che Jumba aveva creato appositamente per Pleakley. Inizialmente l'esperimento appare innocuo, ma quando Lilo lo porta alla fiera e Mertle involontariamente fa cadere il vaso in cui era contenuto, rompendolo, l'esperimento inizia a manifestare la sua vera natura, germogliando ovunque e causando la fine della fiera, arrivando perfino a mettere in pericolo la vita di Lilo. L'unico modo per impedire alle sue radici di espandersi è metterlo in un contenitore ben elevato dal terreno.

#### Elastico (345)
Elastico è un esperimento dall'aspetto simile a un piccolo clown questo è uno degli esperimenti che dà più filo da torcere a Gantu al punto di riuscire a fuggire dal contenitore proprio mentre Gantu sta avviando il teletrasporto per spedirlo ad Hamsterviel. Attivatosi misteriosamente diventa un acrobata di grandissimo talento in un circo itinerante.

#### Buco nero (606)
Il suo baccello era capitato per caso su una bancarella, per poi finire nelle mani di Mertle. Come lascia presagire il nome che gli ha dato Lilo l'abilità di questo esperimento consiste nel trasformarsi in un buco nero capace di inghiotte qualunque cosa. Mertle lo attiva perché incuriosita dal fatto che Lilo le avesse impedito di fare surf con il suo braccialetto nuovo regalatole dalla madre per il suo compleanno. Appena attivato inizia a divorare la casa di Mertle partendo dalle sue bambole. Quando a fine episodio diventa buono usa la sua abilità per eliminare ogni singola cosa che sia inutile.

#### Provocatore (322)
Provocatore è un esperimento che viene programmato per demoralizzare il nemico insultandolo e provocandone la furia. L'unico modo per sconfiggerlo è accettare i propri difetti e riderci sopra. Per riuscire a farlo tacere Gantu lo imbavaglia prima di mostrarlo ad Hamsterviel che come suo solito sgrida Gantu appena questi lo chiama per inviargli l'esperimento, ma questa volta l'ex capitano dell'Alleanza Galattica ha un asso nella manica per controbattere alle offese del suo capo, infatti, Provocatore si rivela capace di far infuriare Hamsterviel al punto tale da ordinare a Gantu di liberarlo. Così Provocatore arriva a casa di Lilo e rischia di mandare all'aria la cena di beneficenza preparata da Nani. A fine episodio oltre a rendersi conto di essere solo, riceve anche una lezione da tutti i presenti, che rispondono ai suoi insulti colpendo con degli ortaggi un bersaglio che inclina la sedia su cui è seduto facendolo cadere in una piccola piscina piena d'acqua.

#### Commutatore (355)
Commutatore è un esperimento che viene programmato per scambiare le menti di chiunque. All'inizio dell'episodio a lui dedicato era già in possesso di Gantu, non si sa come si sia attivato o dove sia stato catturato. Un attimo prima di essere consegnato ad Hamsterviel riesce a fuggire a causa di un guasto nel teletrasportatore e per vendicarsi scambia le menti di entrambi. Quando incontra Lilo e gli altri scambia le loro menti, provocando un pasticcio. Alla fine accetta di rimettere tutto a posto solo perché minacciato da Jumba che in caso contrario avrebbe mangiato solo la coppa di fagiolini e cioccolato di Pleakley.

#### Yaarp (313)
Yaarp è un esperimento che viene programmato per emettere un ultrasuono talmente potente da provocare una frana o assordare qualcuno. Rovina ripetutamente la luna di miele di una coppia di turisti in visita. Riesce perfino a rendere innocuo Stitch con il suo ultrasuono. Per farlo diventare buono Pleakley lo salva da una frana. Una volta divenuto buono si rivela un eccellente allarme anti alieno per Kauai.

#### Retrozappa (040)
Retrozappa è in esperimento progettato per raschiare la vegetazione usando i suoi lunghi artigli e le sue capacità di scavo. 

#### Soffiatore (533)
Soffiatore è un esperimento progettato per immobilizzare le persone soffiandole via come aquilone. Da buono diventa uno dei "gattini" della signora Hasagawa.

#### Forbici (177)
Forbici è un esperimento progettato per tagliare e mangiare i capelli degli altri. È stata progettata per mangiare una fonte efficiente di carburante chiamata "uburnium" per causare una crisi energetica, ma poiché la parola era molto simile alla parola per "capelli" nella lingua nativa di Jumba, consuma capelli al suo posto. Può crescere fino a diventare una gigantesca palla di pelo se mangia una quantità considerevole di capelli. Trova lavoro presso un parrucchiere, dove crea acconciature e tagli di capelli vari.

#### Duplicatore (344)
Duplicatore è un esperimento che viene programmato per creare copie multiple di oggetti ed esseri viventi. Tuttavia le copie che crea non hanno la stessa forza dell'originale. Può invertire la clonazione per riportare i cloni semplicemente all'originale. 

#### Trovatore (158)
Trovatore è un esperimento che viene programmato per trovare qualsiasi cosa le persone possano chiedere e può persino volare facendo girare le orecchie come pale di elicottero.

#### Plasmoide (617)
Plasmoide è un esperimento che viene programmato per sparare plasma caldo dalla coda.

#### Campionatore (258)
Campionatore è un esperimento che viene programmato per infastidire gli altri registrando i suoni attorno a sé con il suo naso da microfono e riproducendoli in un loop infinito attraverso le sue orecchie con altoparlante. Una volta buono si rivela perfetto per le discoteche.

#### Pinna (602)
Pinna è un esperimento che viene programmato per usare la sua grande pinna dorsale per tagliare a metà le navi e i vascelli nemici.

#### Venditore (020)
Venditore è un esperimento che viene programmato per vendere qualsiasi cosa, ma una volta che inizia a vendere non si ferma fino ad arrivare a vendere di tutto. Da buono si occupa della raccolta fondi per la scuola di hula.

### Victoria
Victoria è l'unica e vera migliore amica di Lilo, trasferitasi con la sua famiglia dagli Stati Uniti che arriva per la prima volta nella serie animata Lilo & Stitch, inoltre appare anche in cameo nel film d'animazione Leroy & Stitch. A differenza di Mertle e le sue seguaci lei non considera "strana" o "svitata" a Lilo, al contrario la trova simpatica, divertente e amichevole. Inizialmente ha paura di Snooty (l'esperimento 210) perché le ricordava un pipistrello vampiro e le stava sempre intorno ma poi capisce che era attratto da lei solo perché era allergica ai fiori ed era piena di muco, che lui beve come acqua, dopo aver liberato le sue vie aeree lo adotta diventando la sua nuova padroncina.

### Mrs. Edmonds
Mrs. Edmonds è la madre di Mertle. È molto ricca e vizia tanto la figlia. Tuttavia a differenza della sua prepotente figlia, è una donna gentile e garbata con tutti, compresa Lilo.